# Platycentropus indistinctus
Platycentropus indistinctus là một loài Trichoptera trong họ Limnephilidae. Chúng phân bố ở miền Tân bắc.